# John Richardson (natuuronderzoeker)
John Richardson (Dumfries in Schotland, 5 november 1787  -  Lake District in Verenigd Koninkrijk, 5 juni 1865) was een Schotse arts en natuuronderzoeker.

## Biografie en werk
Richardson werd in Dumfries geboren en studeerde geneeskunde aan de Universiteit van Edinburgh en werd in 1807 arts bij de Royal Navy. Hij was van 1819 tot 1822 deelnemer aan een expeditie naar het noordpoolgebied op zoek naar de Noordwestelijke Doorvaart, samen met John Franklin. Richardson schreef in het expeditieverslag de hoofdstukken over geologie, plantkunde en ichtyologie.
Franklin en Richardson keerden in 1825 terug naar Canada waar zij over land via routes die door pelsjagers werden gebruikt de monding van de Mackenzie (rivier) bereikten. Natuurhistorisch was deze expeditie een groot succes, het beschrijven van alle nieuw ontdekte organismen vergde twee boekwerken. William Jackson Hooker schreef de Flora Boreali-Americana (1833–40) en Richardson schreef samen met William John Swainson, John Edward Gray en William Kirby  de Fauna Boreali-Americana (1829–37). Van 1848 tot 1849 reisde hij samen met John Rae naar het noordpoolgebied, tevergeefs op zoek naar John Franklin. Hierover schreef hij An Arctic Searching Expedition (1851).
Naast de reeds genoemde expeditieverslagen schreef hij meer reisverslagen en wetenschappelijke publicaties, vooral ichtyologisch werk over vissen in het poolgebied en over museumcollecties van vissen.
In 1846 werd hij in de ridderstand verheven. In 1855 trok hij zich terug in het Lake District en hij overleed daar en werd begraven bij St Oswald's Church in het dorp Grasmere.